# Excretas nitrogenadas
Excretas nitrogenadas são excretas resultantes do metabolismo das proteínas (proteínas: são formadas por aminoácidos). São exemplos o ácido úrico, ureia e amônia.